# Skorvtjärnen (Lycksele socken, Lappland)
Skorvtjärnen är en sjö i Lycksele kommun i Lappland och ingår i Umeälvens huvudavrinningsområde.